# Maestro del Giudizio di Paride
Il Maestro del Giudizio di Paride (... – XV secolo) è stato un pittore italiano.

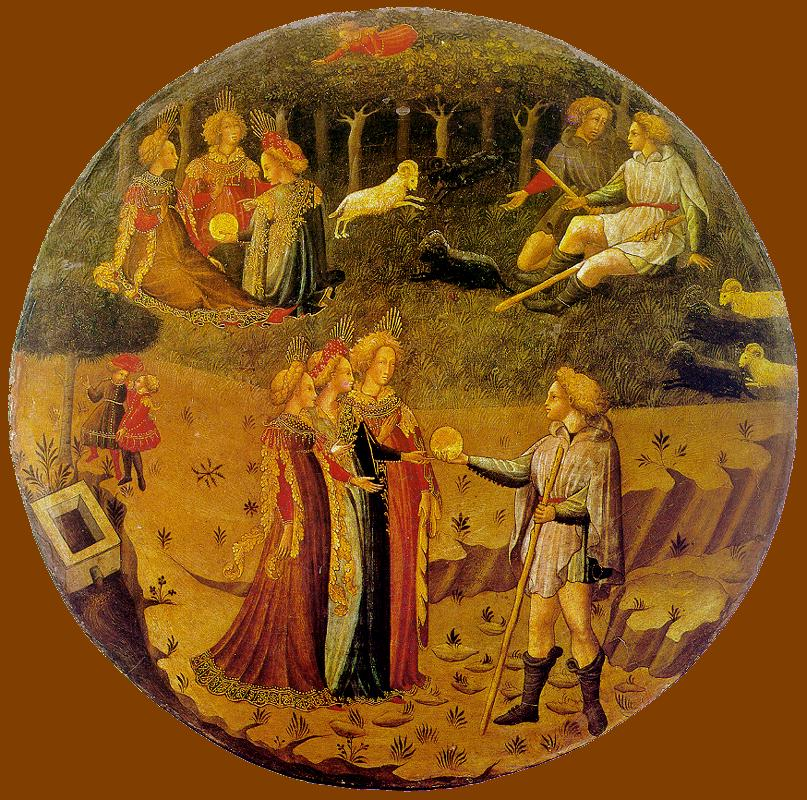
Il Giudizio di Paride (1430-1440 circa), Museo nazionale del Bargello di Firenze

Deve il suo nome a un desco da parto col Giudizio di Paride nel Museo del Bargello. Attivo alla metà del XV secolo, fu un artista legato a un raffinato gusto cortese, con figure allungate e uno spiccato amore per il dettaglio, con qualche influenza del Sassetta e altri. Tra le proposte di identificazione c'è quella con Cecchino da Verona.